# Sekoma
Sekoma est une ville du Botswana.